# Палугаре (Виченца)
Палугаре је насеље у Италији у округу Виченца, региону Венето.
Према процени из 2011. у насељу је живело 28 становника. Насеље се налази на надморској висини од 84 м.